# 1049 Gotho
1049 Gotho este un asteroid din centura principală, descoperit pe 14 septembrie 1925, de Karl Reinmuth.